# Henrique Rocha
Henrique Rocha (Porto, 6 de abril de 2004), é um tenista português. Considerado como uma das maiores promessas do ténis luso, Henrique Rocha conquista o seu primeiro título profissional da carreira aos 18 anos no ITF M25 de Vila Real de Santo António da edição 2023. Em março de 2024, consegue a sua primeira vitória em Challenger na cidade de Múrcia, em Espanha. Destaca-se por ser o jogador português mais jovem a participar no Estoril Open, em 2023. Henrique Rocha estreia-se a jogar pela seleção portuguesa no dia 3 de abril de 2024 para a Taça Davis.
Rocha é treinado pelo ex-tenista Rui Machado no Centro de Alto Rendimento do Jamor.

## Carreira

### 2023-2024: Seis vitórias em Futures e um em Challenger (singulares); três em Futures e dois em Challenger (pares)
No dia 19 de fevereiro de 2023, Henrique Rocha ergue o seu primeiro troféu de uma prova do circuito ITF, na categoria M25, ao derrotar o Italiano Federico Gaio por 6-3 e 6-1. No ano de 2023, Rocha perderia somente uma final em sete, nessa categoria. Nessa mesma época, o tenista consegue qualificar-se para o quadro principal do Estoril Open, ao vencer o Húngaro Máté Valkusz, tornando-se o mais jovem jogador português a participar no torneio.
No dia 24 de março de 2024, na sua estreia numa final de uma prova Challenger, Rocha conquista o seu primeiro título, na cidade de Múrcia. Derrotara o georgiano Nikolos Basilashvili por 3-6, 7-6(7–0) e 7-5. Este resultado lhe permitiu uma grande subida no ranking, do 248º para o 197º lugar, no dia 1 de abril, a sua melhor posição até agora.
Em abril de 2024, o tenista portuense participaria como Wild Card no Open do Estoril, onde perderia o primeiro encontro frente ao francês Gaël Monfils, por um duplo 5-7. No mesmo período, Rocha vence pela quarta vez um torneio de pares com o compatriota Jaime Faria, estreando-se neste caso a ganhar um torneio Challenger e em terra batida, na Ostrava, Chéquia, contra a dupla alemã Jakob Schnaitter e Mark Wallner por 7–5 e 6–3. Sempre em abril, o nativo do Porto efetua a sua primeira participação na seleção portuguesa para a Taça Davis na primeira ronda dos qualifiers contra a Finlândia, em que defrontou Vasa Eero tendo ganho por dois sets (6-4 e 7-5).
Em junho de 2024, Rocha chega a mais uma final do circuito Challenger, no Open de Bratislava, na Eslováquia; é derrotado pelo polaco Kamil Majchrzak em três sets, por 0-6, 6-2 e 3-6.
Em meados de julho de 2024, Henrique Rocha consegue qualificar-se pela primeira vez na segunda ronda de um torneio ATP 250, em Bastad, na Suécia. É vencido diante de Nuno Borges em três sets (6-1, 4-6 e 0-6). Começaria bem a partida com o primeiro set a favor com três breaks de avanço sobre o seu compatriota; no entanto, o jogo ficaria equilibrado no segundo set, com Borges a ganhar vantagem e a terminar o encontro sem resposta do portuense. No dia 22 de julho, Rocha alcança a posição 172 no ranking ATP.
Em setembro de 2024, Rocha alcance sua melhor posição de sempre tanto em singulares (16 de setembro, nº158) como em pares (9 de setembro, nº166). A subida no ranking na variante de pares deveu-se à conquista de mais um título Challenger, com Jaime Faria, em Cassis na França, desta vez em hardcourt, frente à dupla francesa Manuel Guinard e Matteo Martineau, em dois sets, pelos parciais de 7-6(7–5) e 6–4. No dia 13 de setembro, o tenista português faz sensação na Taça Davis, na primeira jornada do Grupo Mundial frente à Noruega, ao ganhar contra Casper Ruud em dois sets (6-3 e 6-4); contudo, com esta excelente exibição, a seleção portuguesa perde o embate final por 3-1.

### 2025: Estreia na terceira ronda de um torneio de um Grand Slam (Roland Garros)
Em Roland Garros, Henrique Rocha, que participava nas eliminatórias, chega à terceira ronda de um Grand Slam pela primeira vez na carreira, ao derrotar o georgiano Nikoloz Basilashvili em cinco sets (7-6(7–0), 2-6, 7-6(11–9), 2-6 e 6-2) e o checo Jakub Menšík, cabeça de série número 19 deste torneio, também com o mesmo número de sets (2-6, 1-6, 6-4, 6-3 e 6-3). Perde com o cazaque Alexander Bublik em três sets pelos parciais de 5-7, 1-6 e 2-6. Com esta prestação, Rocha sobe para a 149ª posição do ranking ATP. 

## Finais de carreira

### ITF Circuito Masculino e ATP Challenger

#### Singulares: 9 (7 títulos, 2 finais perdidas)
| Categoria                 |
| ------------------------- |
| Futures (6–1)             |
| ATP Challenger Tour (1–1) |

| Superfície         |
| ------------------ |
| Hardcourt (5–1)    |
| Terra batida (2–1) |
| Relva (0–0)        |
| Carpete (0–0)      |

| Resultado | Data                    | Categoria  | Torneio                                  | Superfície   | Adversário                 | Parciais           |
| --------- | ----------------------- | ---------- | ---------------------------------------- | ------------ | -------------------------- | ------------------ |
| Vencedor  | 19 de fevereiro de 2023 | Futures    | M25 Vila Real de Santo António, Portugal | Hardcourt    | Federico Gaio (ITA)        | 6-3, 6-1           |
| Vencedor  | 25 de junho de 2023     | Futures    | M25 Mungia, Espanha                      | Terra batida | Pedro Vives Marcos (ESP)   | 6–3, 6–4           |
| Vencedor  | 2 de julho de 2023      | Futures    | M25 Bakio, Espanha                       | Hardcourt    | Lucas Poullain (FRA)       | 6–2, 6–2           |
| Vencedor  | 17 de setembro de 2023  | Futures    | M25 Sintra, Portugal                     | Hardcourt    | Sebastian Fanselow (GER)   | 6–2, 6–3           |
| Vencedor  | 15 de outubro de 2023   | Futures    | M25 Tavira, Portugal                     | Hardcourt    | Valentin Royer (FRA)       | 6–4, 6–4           |
| Finalista | 22 de outubro de 2023   | Futures    | M25 Tavira, Portugal                     | Hardcourt    | Sebastian Fanselow (GER)   | 2–6, 3–6           |
| Vencedor  | 19 de novembro de 2023  | Futures    | M25 Vale do Lobo, Portugal               | Hardcourt    | Hynek Barton (CZE)         | 6–3, 6–1           |
| Vencedor  | 24 de março de 2024     | Challenger | Open de Múrcia, Espanha                  | Terra batida | Nikoloz Basilashvili (GEO) | 3-6, 7-6(7–0), 7-5 |
| Finalista | 16 de junho de 2024     | Challenger | Open de Bratislava, Eslováquia           | Terra batida | Kamil Majchrzak (POL)      | 0-6, 6-2, 3-6      |

| Categoria                 |
| ------------------------- |
| Futures (3–4)             |
| ATP Challenger Tour (2–2) |

| Superfície         |
| ------------------ |
| Hardcourt (4–2)    |
| Terra batida (1–4) |
| Relva (0–0)        |
| Carpete (0–0)      |

| Categoria                 |
| ------------------------- |
| Futures (3–4)             |
| ATP Challenger Tour (2–2) |

| Superfície         |
| ------------------ |
| Hardcourt (4–2)    |
| Terra batida (1–4) |
| Relva (0–0)        |
| Carpete (0–0)      |

| Resultado | Data                   | Categoria  | Torneio                              | Superfície   | Parceiro          | Adversário                                         | Parciais            |
| --------- | ---------------------- | ---------- | ------------------------------------ | ------------ | ----------------- | -------------------------------------------------- | ------------------- |
| Finalista | 30 de abril de 2023    | Futures    | M25 Santa Margherita di Pula, Itália | Terra batida | Jaime Faria (POR) | Mick Veldheer (NED) · Kai Wehnelt (GER)            | 6-3, 1-6, 12-14     |
| Finalista | 20 de maio de 2023     | Challenger | Oeiras, Portugal                     | Terra batida | Jaime Faria (POR) | Luke Johnson (GBR) · Sem Verbeek (NED)             | 7–6(8–6), 5-7, 6-10 |
| Finalista | 27 de maio de 2023     | Futures    | M25 Mataró, Espanha                  | Terra batida | Jaime Faria (POR) | Rémy Bertola (SWI) · Gianmarco Ferrari (ITA)       | 6–7(4–7), 6-2, 9-11 |
| Vencedor  | 18 de junho de 2023    | Futures    | M25 Martos, Espanha                  | Hardcourt    | Jaime Faria (POR) | Ramkumar Ramanathan (IND) · Parikshit Somani (IND) | 6-3, 7–6(7–3)       |
| Finalista | 10 de setembro de 2023 | Futures    | M25 Sintra, Portugal                 | Hardcourt    | Jaime Faria (POR) | Johannes Ingildsen (DEN) · Fred Simonsson (SWE)    | 6–7(5–7), 6-3, 7-10 |
| Finalista | 17 de setembro de 2023 | Futures    | M25 Sintra, Portugal                 | Hardcourt    | Jaime Faria (POR) | Dali Blanch (USA) · Martin Damm (USA)              | 1-6, 2-6            |
| Vencedor  | 24 de setembro de 2023 | Futures    | M25 Setúbal, Portugal                | Hardcourt    | Jaime Faria (POR) | Fred Gil (POR) · Diogo Marques (POR)               | 6-3, 6-3            |
| Finalista | 7 de outubro de 2023   | Challenger | Lisboa, Portugal                     | Terra batida | Jaime Faria (POR) | Karol Drzewiecki (POL) · Zdeněk Kolář (CZE)        | 3-6, 6–7(5–7)       |
| Vencedor  | 14 de outubro de 2023  | Futures    | M25 Tavira, Portugal                 | Hardcourt    | Jaime Faria (POR) | Aleksandr Braynin (UKR) · David Pichler (AUT)      | 6-3, 6-1            |
| Vencedor  | 28 de abril de 2024    | Challenger | Ostrava, Chéquia                     | Terra batida | Jaime Faria (POR) | Jakob Schnaitter (GER) · Mark Wallner (GER)        | 7–5, 6–3            |
| Vencedor  | 7 de setembro de 2024  | Challenger | Cassis, França                       | Hardcourt    | Jaime Faria (POR) | Manuel Guinard (FRA) · Matteo Martineau (FRA)      | 7-6(7–5), 6–4       |

| Resultado | No. | Tipo de encontro (parceiro, se aplicável) | Nação adversária | Jogador(es) adversário(s) | Parciais | |
| 1–3; Fase de qualificação para a Taça Davis de 2024; 2–3 de fevereiro de 2024; Gatorade Center, Turku, Finlândia; Fase de qualificação, primeira ronda; Hardcourt (indoor) | 1–3; Fase de qualificação para a Taça Davis de 2024; 2–3 de fevereiro de 2024; Gatorade Center, Turku, Finlândia; Fase de qualificação, primeira ronda; Hardcourt (indoor) | 1–3; Fase de qualificação para a Taça Davis de 2024; 2–3 de fevereiro de 2024; Gatorade Center, Turku, Finlândia; Fase de qualificação, primeira ronda; Hardcourt (indoor) | 1–3; Fase de qualificação para a Taça Davis de 2024; 2–3 de fevereiro de 2024; Gatorade Center, Turku, Finlândia; Fase de qualificação, primeira ronda; Hardcourt (indoor) | 1–3; Fase de qualificação para a Taça Davis de 2024; 2–3 de fevereiro de 2024; Gatorade Center, Turku, Finlândia; Fase de qualificação, primeira ronda; Hardcourt (indoor) | 1–3; Fase de qualificação para a Taça Davis de 2024; 2–3 de fevereiro de 2024; Gatorade Center, Turku, Finlândia; Fase de qualificação, primeira ronda; Hardcourt (indoor) | 1–3; Fase de qualificação para a Taça Davis de 2024; 2–3 de fevereiro de 2024; Gatorade Center, Turku, Finlândia; Fase de qualificação, primeira ronda; Hardcourt (indoor) |
| --- | --- | --- | --- | --- | --- | --- |
| Vitória | 1 | Singulares | Seleção finlandesa da Taça Davis (FIN) | Eero Vasa | 6–4, 7–5 | |
| 1–3; Grupo Mundial I da Taça Davis de 2024; 13–14 de setembro de 2024; Nadderud Arena, Bekkestua, Noruega; Grupo Mundial I, primeira ronda; Hardcourt (indoor)             | | | | | | |
| Vitória | 2 | Singulares | Seleção norueguesa da Taça Davis (NOR) | Casper Rudd | 6-3, 6-4 | |

| Resultado | Data                   | Categoria  | Torneio                              | Superfície   | Parceiro          | Adversário                                         | Parciais            |
| --------- | ---------------------- | ---------- | ------------------------------------ | ------------ | ----------------- | -------------------------------------------------- | ------------------- |
| Finalista | 30 de abril de 2023    | Futures    | M25 Santa Margherita di Pula, Itália | Terra batida | Jaime Faria (POR) | Mick Veldheer (NED) · Kai Wehnelt (GER)            | 6-3, 1-6, 12-14     |
| Finalista | 20 de maio de 2023     | Challenger | Oeiras, Portugal                     | Terra batida | Jaime Faria (POR) | Luke Johnson (GBR) · Sem Verbeek (NED)             | 7–6(8–6), 5-7, 6-10 |
| Finalista | 27 de maio de 2023     | Futures    | M25 Mataró, Espanha                  | Terra batida | Jaime Faria (POR) | Rémy Bertola (SWI) · Gianmarco Ferrari (ITA)       | 6–7(4–7), 6-2, 9-11 |
| Vencedor  | 18 de junho de 2023    | Futures    | M25 Martos, Espanha                  | Hardcourt    | Jaime Faria (POR) | Ramkumar Ramanathan (IND) · Parikshit Somani (IND) | 6-3, 7–6(7–3)       |
| Finalista | 10 de setembro de 2023 | Futures    | M25 Sintra, Portugal                 | Hardcourt    | Jaime Faria (POR) | Johannes Ingildsen (DEN) · Fred Simonsson (SWE)    | 6–7(5–7), 6-3, 7-10 |
| Finalista | 17 de setembro de 2023 | Futures    | M25 Sintra, Portugal                 | Hardcourt    | Jaime Faria (POR) | Dali Blanch (USA) · Martin Damm (USA)              | 1-6, 2-6            |
| Vencedor  | 24 de setembro de 2023 | Futures    | M25 Setúbal, Portugal                | Hardcourt    | Jaime Faria (POR) | Fred Gil (POR) · Diogo Marques (POR)               | 6-3, 6-3            |
| Finalista | 7 de outubro de 2023   | Challenger | Lisboa, Portugal                     | Terra batida | Jaime Faria (POR) | Karol Drzewiecki (POL) · Zdeněk Kolář (CZE)        | 3-6, 6–7(5–7)       |
| Vencedor  | 14 de outubro de 2023  | Futures    | M25 Tavira, Portugal                 | Hardcourt    | Jaime Faria (POR) | Aleksandr Braynin (UKR) · David Pichler (AUT)      | 6-3, 6-1            |
| Vencedor  | 28 de abril de 2024    | Challenger | Ostrava, Chéquia                     | Terra batida | Jaime Faria (POR) | Jakob Schnaitter (GER) · Mark Wallner (GER)        | 7–5, 6–3            |
| Vencedor  | 7 de setembro de 2024  | Challenger | Cassis, França                       | Hardcourt    | Jaime Faria (POR) | Manuel Guinard (FRA) · Matteo Martineau (FRA)      | 7-6(7–5), 6–4       |

| Resultado | No. | Tipo de encontro (parceiro, se aplicável) | Nação adversária | Jogador(es) adversário(s) | Parciais | |
| 1–3; Fase de qualificação para a Taça Davis de 2024; 2–3 de fevereiro de 2024; Gatorade Center, Turku, Finlândia; Fase de qualificação, primeira ronda; Hardcourt (indoor) | 1–3; Fase de qualificação para a Taça Davis de 2024; 2–3 de fevereiro de 2024; Gatorade Center, Turku, Finlândia; Fase de qualificação, primeira ronda; Hardcourt (indoor) | 1–3; Fase de qualificação para a Taça Davis de 2024; 2–3 de fevereiro de 2024; Gatorade Center, Turku, Finlândia; Fase de qualificação, primeira ronda; Hardcourt (indoor) | 1–3; Fase de qualificação para a Taça Davis de 2024; 2–3 de fevereiro de 2024; Gatorade Center, Turku, Finlândia; Fase de qualificação, primeira ronda; Hardcourt (indoor) | 1–3; Fase de qualificação para a Taça Davis de 2024; 2–3 de fevereiro de 2024; Gatorade Center, Turku, Finlândia; Fase de qualificação, primeira ronda; Hardcourt (indoor) | 1–3; Fase de qualificação para a Taça Davis de 2024; 2–3 de fevereiro de 2024; Gatorade Center, Turku, Finlândia; Fase de qualificação, primeira ronda; Hardcourt (indoor) | 1–3; Fase de qualificação para a Taça Davis de 2024; 2–3 de fevereiro de 2024; Gatorade Center, Turku, Finlândia; Fase de qualificação, primeira ronda; Hardcourt (indoor) |
| --- | --- | --- | --- | --- | --- | --- |
| Vitória | 1 | Singulares | Seleção finlandesa da Taça Davis (FIN) | Eero Vasa | 6–4, 7–5 | |
| 1–3; Grupo Mundial I da Taça Davis de 2024; 13–14 de setembro de 2024; Nadderud Arena, Bekkestua, Noruega; Grupo Mundial I, primeira ronda; Hardcourt (indoor)             | | | | | | |
| Vitória | 2 | Singulares | Seleção norueguesa da Taça Davis (NOR) | Casper Rudd | 6-3, 6-4 | |